# Liste der Monuments historiques in Béthincourt
Die Liste der Monuments historiques in Béthincourt führt die Monuments historiques in der französischen Gemeinde Béthincourt auf.

## Liste der Objekte
| Bezeichnung             | Beschreibung                                                             | Standort                        | Kennzeichnung | Schutzstatus | Datum | Bild |
| ----------------------- | ------------------------------------------------------------------------ | ------------------------------- | ------------- | ------------ | ----- | ---- |
| Glocke Louise-Madeleine | Bronze, 1783 gegossen; aus der 1916 zerstörten Kirche St-Martin geborgen | Place du 21 Juillet 1944 (Lage) | PM55000121    | Classé       | 1944  |      |